# Barton Township (Indiana)
Die Barton Township ist eine von zehn Townships im Gibson County im US-amerikanischen Bundesstaat Indiana. Im Jahr 2010 hatte die Barton Township 1677 Einwohner.

## Geografie
Die Barton Township liegt im Südwesten von Indiana rund 35 km nördlich des Ohio River, der die Grenze zu Kentucky bildet. Der Wabash River, der die Grenze zu Illinois bildet, befindet sich rund 45 km westlich.
Die Barton Township liegt auf 38° 15′ N, 87° 23′ W und erstreckt sich über 127,77 km². 
Die Barton Township liegt im Südosten des Gibson County und grenzt östlich an das Pike sowie südlich an das Warrick County. Innerhalb des Gibson County grenzt die Barton Township im Südwesten an die Johnson Township, im Westen an die Union Township, im Nordwesten an die Center Township sowie im Norden an die Columbia Township.

## Verkehr
In Nord-Süd-Richtung verläuft die Indiana State Route 57 durch die Township, in die an ihrem östlichen Endpunkt die Indiana State Route 168 einmündet. Bei allen weiteren Straßen handelt es sich um untergeordnete und teilweise unbefestigte Fahrwege.
Parallel zur IN 57 verläuft eine Eisenbahnlinie der Indiana Southern Railroad durch die Township, die aus nordöstlicher Richtung nach Evansville führt.
Der Evansville Regional Airport liegt rund 25 km südwestlich der Barton Township.

## Demografische Daten
Nach der Volkszählung im Jahr 2010 lebten in der Barton Township 1677 Menschen in 664 Haushalten. Die Bevölkerungsdichte betrug 13,1 Einwohner pro Quadratkilometer. In den 664 Haushalten lebten statistisch je 2,53 Personen. 
Ethnisch betrachtet setzte sich die Bevölkerung zusammen aus 97,9 Prozent Weißen, 0,2 Prozent Afroamerikanern, 0,1 Prozent (eine Person) amerikanischen Ureinwohnern, 0,2 Prozent Asiaten sowie 0,2 Prozent aus anderen ethnischen Gruppen; 1,4 Prozent stammten von zwei oder mehr Ethnien ab. Unabhängig von der ethnischen Zugehörigkeit waren 1,0 Prozent der Bevölkerung spanischer oder lateinamerikanischer Abstammung. 
24,4 Prozent der Bevölkerung waren unter 18 Jahre alt, 59,7 Prozent waren zwischen 18 und 64 und 15,9 Prozent waren 65 Jahre oder älter. 49,6 Prozent der Bevölkerung war weiblich.
Das mittlere jährliche Einkommen eines Haushalts lag bei 39.894 USD. Das Pro-Kopf-Einkommen betrug 19.147 USD. 20,4 Prozent der Einwohner lebten unterhalb der Armutsgrenze.

## Ortschaften
Neben Streubesiedlung lebt die Bevölkerung der Barton Township in folgenden Ortschaften:
Towns
- Mackey
- Somerville

Unincorporated Community
- Buckskin